# 埃爾德雷德 (明尼蘇達州)
埃爾德雷德（英語：Eldred）是位於美國明尼蘇達州波爾克縣的一個非建制地區。

## 歷史
埃爾德雷德得名自賓夕法尼亞州法官納撒尼爾·B·艾德雷德（Nathaniel B. Eldred）。埃爾德雷德的郵局於1897年設立，其後於1968年停運。

## 地理
埃爾德雷德所處的海拔為高於海平面264米（即866英呎），而該地所採用的時區為UTC-6，即北美中部時區（CST）。同時該地設有夏令時間，為UTC-6調快一小時，即UTC-5（CDT）。